# Padergnone
Padergnone (deutsch veraltet: Paternion) ist eine Fraktion der italienischen Gemeinde (comune) Vallelaghi in der Provinz Trient, Region Trentino-Südtirol.

## Geographie
Die Ortschaft liegt etwa zehn Kilometer westlich von Trient im Valle dei Laghi auf 286 m s.l.m. zwischen dem nordwestlich gelegenen Lago di Santa Massenza und dem südwestlich gelegenen Tobliner See. 

## Geschichte

Ehemaliges Gemeindewappen

Bis Ende 2015 war Padergnone eine eigenständige Gemeinde und gehört zur Talgemeinschaft Comunità della Valle dei Laghi. Seit dem 1. Januar 2016 bildet sie zusammen mit Vezzano und Terlago die Gemeinde Vallelaghi.

## Verkehr
Durch Padergnone führt die Strada Statale 45 bis Gardesana Occidentale von Cremona nach Trient.

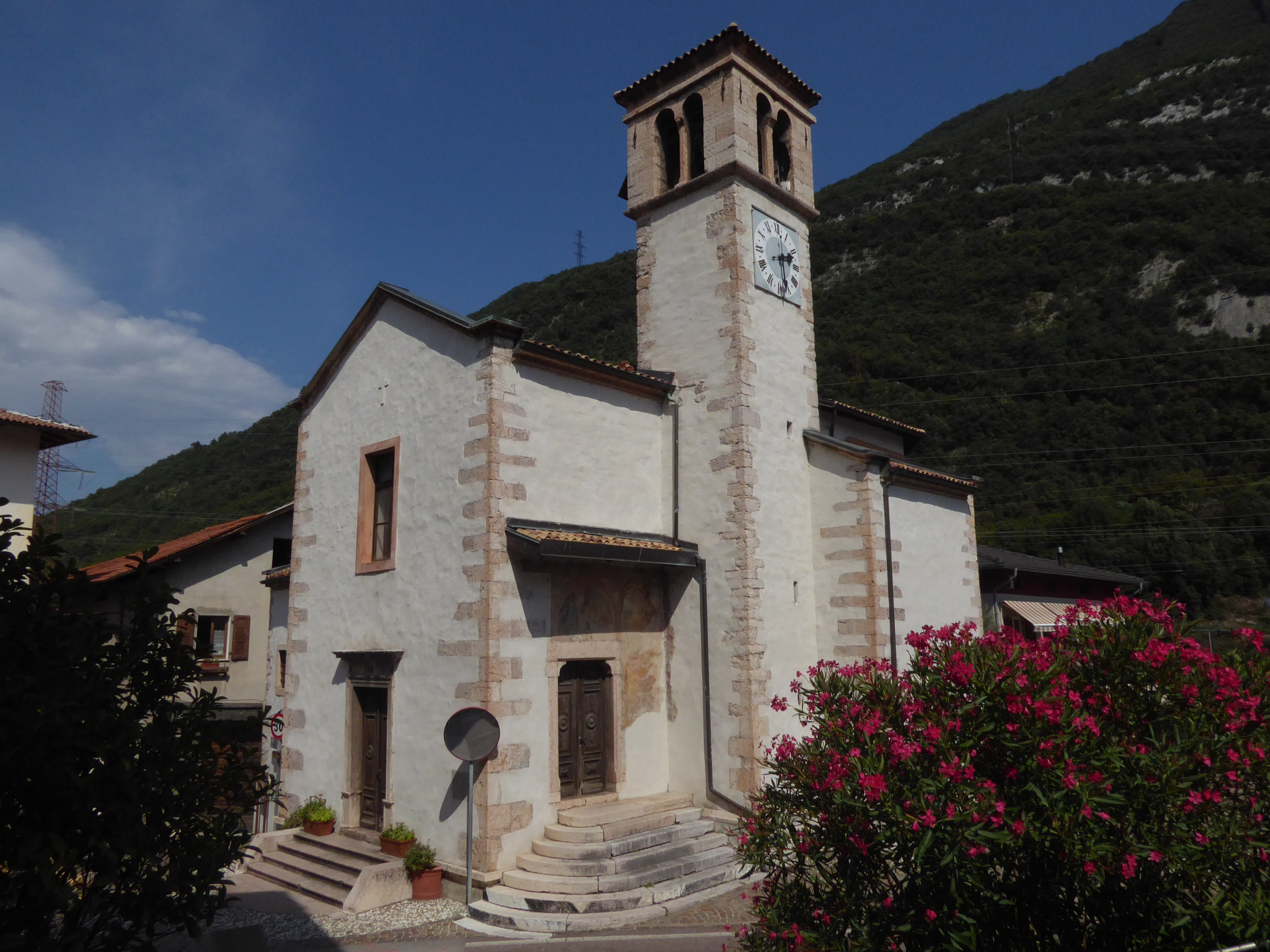
Pfarrkirche Santi Filippo e Giacomo
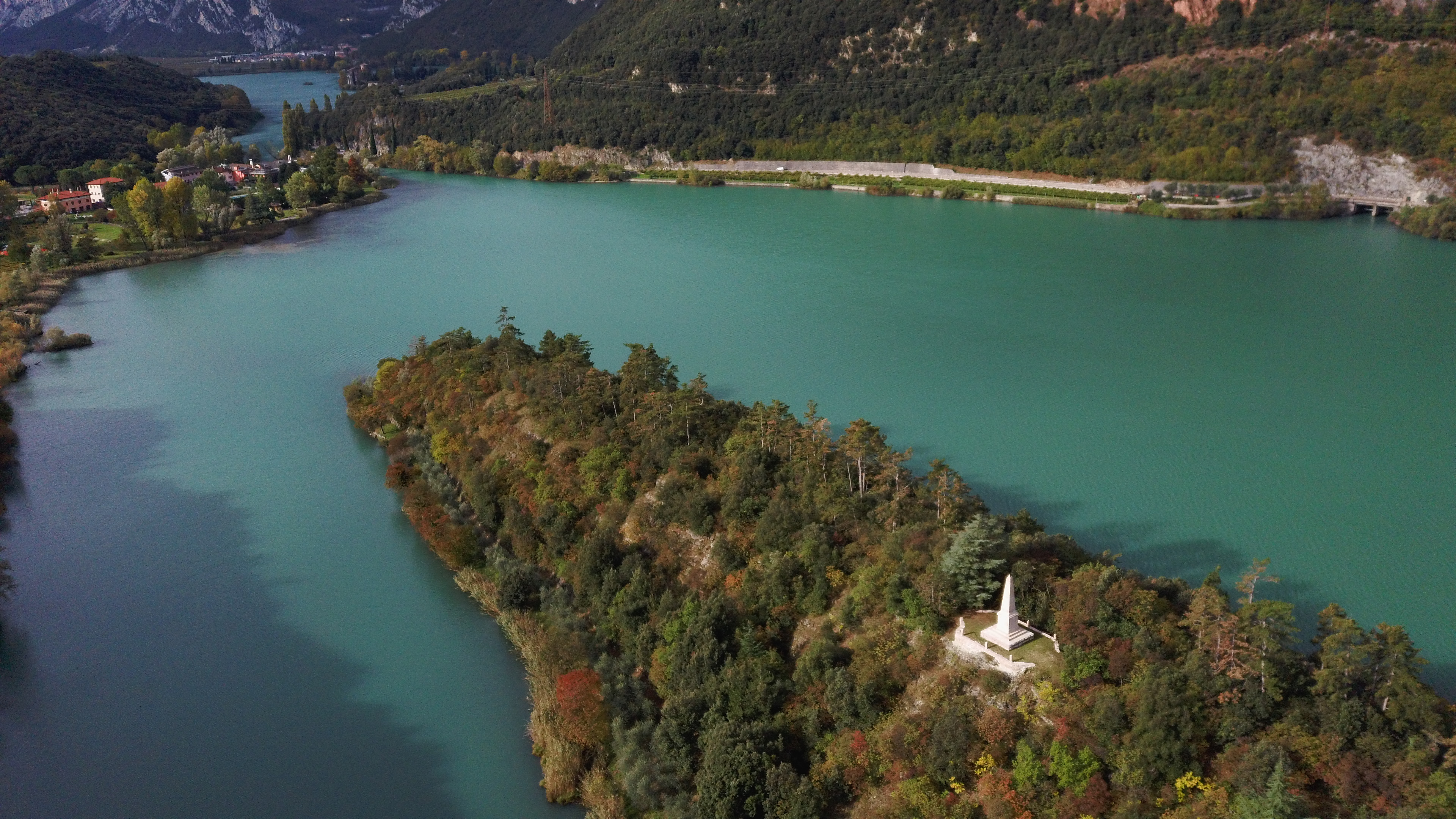
Lago di Santa Massenza
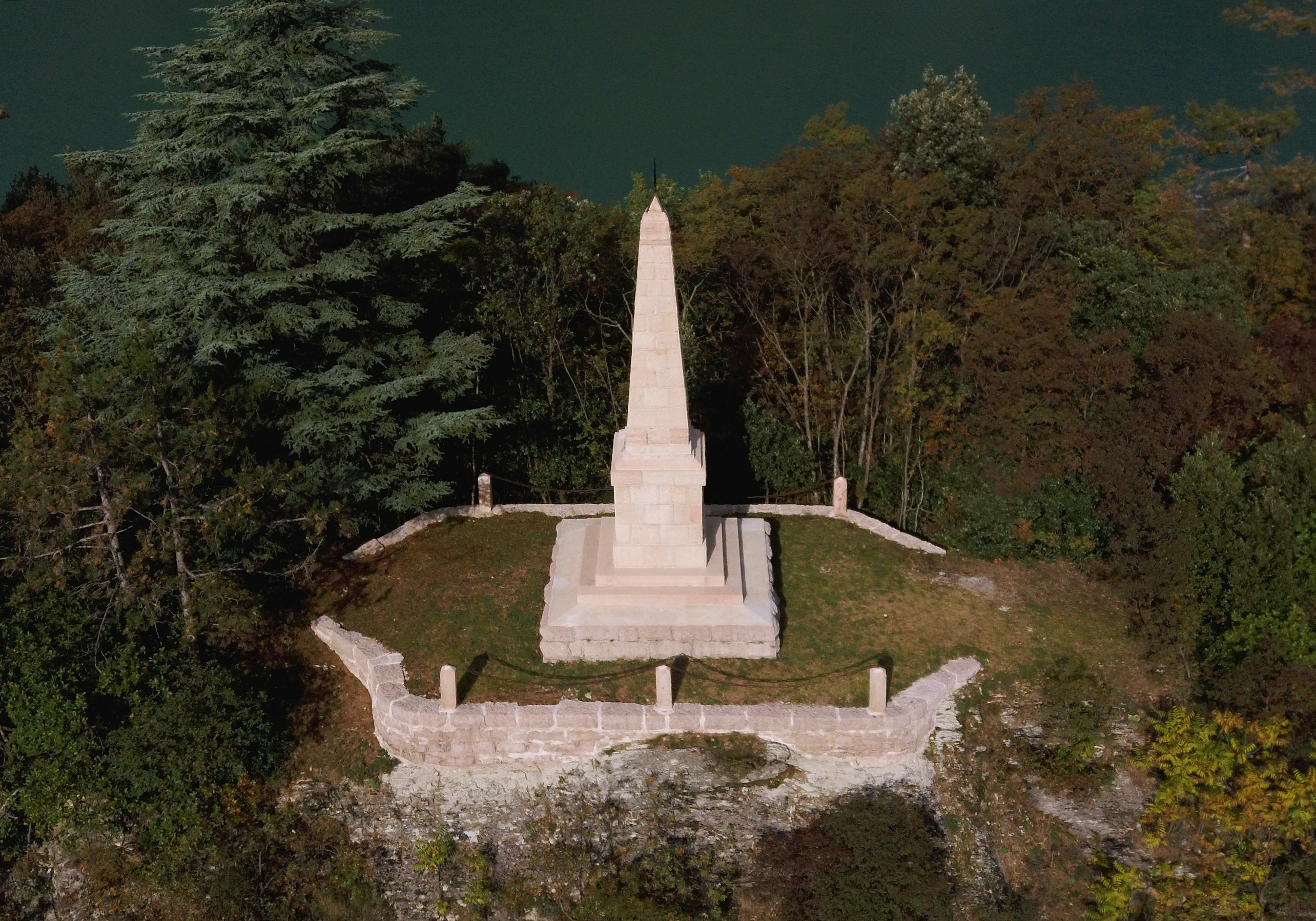
Obelisk für die Gefallenen des Ersten Italienischen Unabhängigkeitskrieges 1848
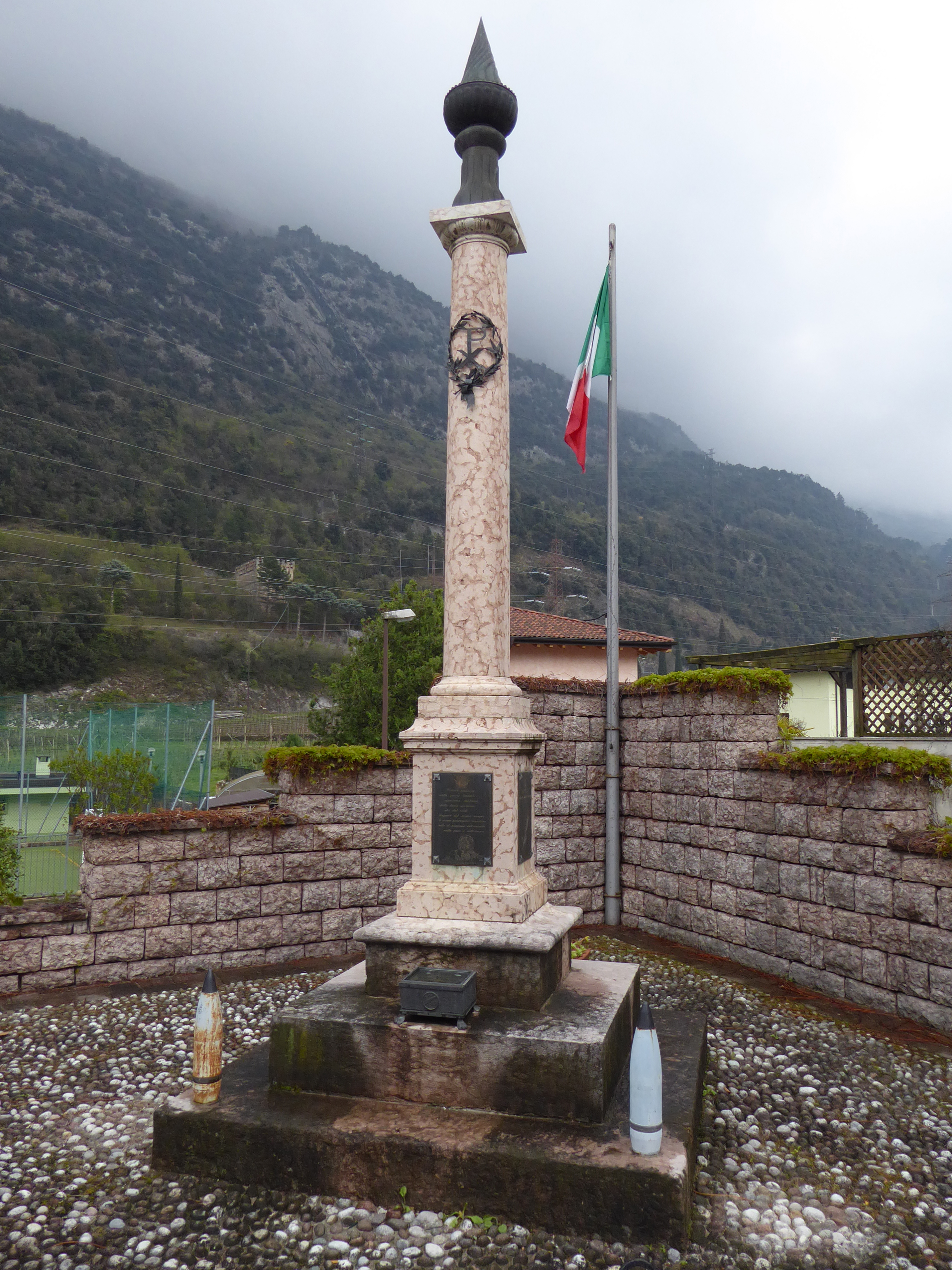
Ehrenmal für die Gefallenen der beiden Weltkriege